# GIGS 2005 Dragonfly
『GIGS 2005 Dragonfly』（ギグズ・ニセンゴ・ドラゴンフライ）は、奥井雅美のライブ映像作品である。
2005年8月8日にevolutionよりDVDが発売・販売された通販限定商品である。

## 概要
- 内容は、2005年3月13日に行われた奥井雅美 Spring tour 2005 Dragonflyの東京公演の模様を収録したもの。特典映像として「Dragonfly」、「TRUST」のミュージックビデオも収録されている。
- 本作はevolutionのオフィシャルHPにてのみ購入可能な通販限定商品である。また奥井のライブツアーの物販でも販売されている。
- バンドメンバーに、ROYAL STRAIGHTS時代にもドラムを務めていた佐藤強一が復帰している。

## 演奏会場
- Shibya O-East （2005年3月13日）

## 収録内容
DISC-1
1. Dragonfly
2. Fire.com
3. SECOND IMPACT
4. 輪舞-revolution
5. TRANSMIGRATION
6. WHEEL
7. 情熱
8. STAR GATE
9. TRUST
10. ミラクルGO!GO!
11. INTRODUCTION
12. A confession of TOKIO
13. REINCARNATION
14. 女神になりたい〜for a yours〜
15. To all things to love
16. Olive
17. Birth
18. DEPORTATION〜but, never too late〜
19. Shuffle

DISC-2
1. EARTH （ピアノ弾き語りver.）
2. MC （メンバー紹介からサブライズゲスト登場） ※マルチアングル対応
3. 恋しましょ ねばりましょ ※マルチアングル対応
4. エンドロール Route89

　特典映像
1. Dragonfly - Music Video
2. TRUST - Music Video

## 参加ミュージシャン
- ドラム：佐藤強一
- ベース：IKUO
- ギター：MONTA
- ギター：MACARONI☆
- キーボード：今井隼

- ゲスト：下川みくに